# Харди, Роберт
Ти́моти Си́дни Ро́берт Ха́рди (англ. Timothy Sydney Robert Hardy; 29 октября 1925, Челтнем, Глостершир, Англия, Великобритания — 3 августа 2017, Бристоль, Англия, Великобритания) — английский актёр, лингвист, литератор, ведущий специалист по стрельбе из лука.

## Биография
Тимоти Сидни Роберт Харди родился 29 октября 1925 года в Челтнеме (графство Глостершир, Англия, Великобритания) в семье директора «Cheltenham College» Генри Харрисона Харди и его жены Жослин Харди (в девичестве Дагдейл).
Роберт окончил «Рэгби» и «Magdalen College, Oxford».
Скончался 3 августа 2017 года в доме для престарелых актёров, который находится на окраине Лондона.

## Карьера
Роберт дебютировал в кино в 1955 году, сыграв роль Кассио в фильме «Отелло». В 1981 году Харди сыграл роль Уинстона Черчилля в телесериале «Уинстон Черчилль: глухие годы», за которую он получил премию «Broadcasting Press Guild Awards» (1982) в номинации «Лучший актёр».
Одна из самых известных его ролей — ветеринар Зигфрид Фарнон в сериале «О всех созданиях, больших и малых» по книгам Джеймса Хэрриота.
В 1995 году исполнил роль сэра Джона Мидлтона в фильме «Разум и чувства», снятого по мотивам одноимённого романа британской романистки Джейн Остин.
В 1998 году Харди снялся в фильме Никиты Михалкова «Сибирский цирюльник», где сыграл роль Форстена.
В 2002—2007 годах Харди сыграл Корнелиуса Фаджа в 4-х фильмах о Гарри Поттере: «Гарри Поттер и тайная комната» (2002), «Гарри Поттер и узник Азкабана» (2004), «Гарри Поттер и Кубок огня» (2005) и «Гарри Поттер и орден Феникса» (2007).
В 2011 году на фестивале Cheltenham Literature Festival Харди высказался о съёмках в фильмах о Гарри Поттере так: «Меня выгнали в конце проекта, так как я стал слишком дорогим актёром. Но то время я вспоминаю с улыбкой, было очень весело, все задействованные в съемках мальчики и девочки были просто великолепны. Благодаря этим фильмам я начал получать самые неординарные письма от поклонников со всего света, даже из Китая».
Всего Харди сыграл в более чем 140 фильмах и телесериалах.

## Личная жизнь
В 1952—1956 годах Роберт был женат на Элизабет Фокс. В этом браке родился первенец Харди — сын Пол Харди.
В 1961—1986 годах Роберт был женат на дизайнере по костюмам Салли Пирсон. В этом браке родились дочери Эмма Харди и Жюстин Харди.

## Избранная фильмография
| Год  |    | Русское название                            | Оригинальное название                    | Роль                     |
| ---- | -- | ------------------------------------------- | ---------------------------------------- | ------------------------ |
| 1955 | тф | Отелло                                      | Othello                                  | Кассио                   |
| 1967 | ф  | Как я выиграл войну                         | How I Won the War                        | британский генерал       |
| 1972 | ф  | Молодой Уинстон                             | Young Winston                            | директор школы           |
| 1972 | ф  | Демоны в мыслях                             | Demons of the Mind                       | Зион                     |
| 1973 | ф  | Тёмные места                                | Dark Places                              | Эдвард Фостер/Эндрю Марр |
| 1975 | с  | Верх и вниз по лестнице                     | Upstairs, Downstairs                     | сэр Гай Пэйнтер          |
| 1979 | с  | Бак Роджерс в XXV веке                      | Buck Rogers in the 25th Century          | Клэйтон                  |
| 1981 | с  | Уинстон Черчилль: глухие годы               | Winston Churchill: The Wilderness Years  | Уинстон Черчилль         |
| 1994 | ф  | Франкенштейн Мэри Шелли                     | Frankenstein                             | профессор Кремп          |
| 1995 | ф  | Разум и чувства                             | Sense and Sensibility                    | сэр Джон Миддлтон        |
| 1996 | тф | Путешествия Гулливера                       | Gulliver's travels                       | доктор Парннелл          |
| 1998 | ф  | Сибирский цирюльник                         | The Barber of Siberia                    | Форстен                  |
| 1999 | с  | Убийства в Мидсомере                        | Midsomer Murders                         | Роберт Кавендиш          |
| 2000 | с  | Десятое королевство                         | The 10th Kingdom                         | канцлер Грисвольд        |
| 2000 | ф  | Идеальный муж                               | An Ideal Husband                         | лорд Кавершам            |
| 2001 | ф  | Затерянный мир                              | The Lost World                           | профессор Иллингуорт     |
| 2002 | с  | Война Фойла                                 | Foyle's War                              | Генри Бомонт             |
| 2002 | ф  | Гарри Поттер и тайная комната               | Harry Potter and the Chamber of Secrets  | Корнелиус Фадж           |
| 2002 | ф  | Гром в штанах                               | Thunderpants                             | доктор                   |
| 2003 | с  | Призраки                                    | Spooks                                   | сэр Джон Бэрри           |
| 2004 | ф  | Гарри Поттер и узник Азкабана               | Harry Potter and the Prisoner of Azkaban | Корнелиус Фадж           |
| 2005 | ф  | Гарри Поттер и Кубок огня                   | Harry Potter and the Goblet of Fire      | Корнелиус Фадж           |
| 2007 | ф  | Гарри Поттер и орден Феникса                | Harry Potter and the Orden of Phoenix    | Корнелиус Фадж           |
| 2008 | с  | Крошка Доррит                               | Little Dorrit                            | Тайт Банакл              |
| 2008 | ф  | Подстава                                    | Framed                                   | ректор                   |
| 2009 | тф | Маргарет Тэтчер                             | Margaret                                 | Уилли Уайтлоу            |
| 2009 | ф  | Старый Гарри                                | Old Harry                                | Старый Гарри             |
| 2008 | ф  |                                             | Joseph's Reel                            | Старый Джозеф            |
| 2015 | тф | Черчилль: 100 дней, которые спасли Британию | Churchill: 100 Days That Saved Britain   | Уинстон Черчилль         |
| 2017 | ф  |                                             | Snapshot Wedding                         | Дональд                  |
| 2017 | ф  |                                             | In Familia                               | Эштон Леонард            |